# Rotfelden
Rotfelden ist ein Ort im Landkreis Calw, der zur Gemeinde Ebhausen gehört.

## Geschichte

### Vorgeschichte
Funde aus dem Oberen Buntsandstein, die in den 1960er Jahren im Steinbruch Kössig in Rotfelden gemacht wurden, zeigen, dass in der Triaszeit zahlreiche Lurche und Echsen im Gebiet des heutigen Ortes Rotfelden lebten. Der »Amotosaurus rotfeldensis« trägt seinen Fundort sogar im Namen und bildet eine eigene Tierart. 20 bis 25 Skelette dieser Giraffenhalsechse wurden in Rotfelden gefunden. Den ersten Nachweis einer davor nur aus Südamerika bekannten Schnabelechse gelang ebenfalls in Rotfelden. Bemerkenswert ist besonders der etwa 240 Millionen Jahre alte Schädel eines Panzerlurchs (Eocyclotosaurus woschmidti), der im Gegensatz zu vielen anderen Funden geborgen und konserviert wurde. Er befindet sich heute im Staatlichen Museum für Naturkunde Stuttgart. Rotfelden gilt als wichtigste Saurierfundstätte des frühen Trias in Europa.

### Jungsteinzeit
Ein Skelett aus der Zeit um 3000 v. Chr. wurde im 19. Jahrhundert bei der Verlegung des Friedhofs von Rotfelden entdeckt. Bei dem Skelett befand sich ein 10,2 cm langes Steinbeil aus Saussuritgabbro. Es befindet sich heute im Württembergischen Landesmuseum in Stuttgart.

### Römer und Alamannen
Der Flurname „Auf  Mauren“ könnte auf die Existenz einer Villa rustica hinweisen. Weitere entsprechende Flurnamen in verschiedenen Gemarkungsteilen, wie z. B. "Maurenacker", "Auf der Steinmauren", "Zu der langen Mauren" (1505), lassen eine relativ dichte Besiedlung in keltischer und römischer Zeit vermuten. Doch wurden bislang auf Rotfeldener Gebiet nur römische Münzfunde gemacht. Auch Spuren des Vordringens der Alamannen in das einst römisch besetzte Gebiet sind in Rotfelden bislang nicht gefunden worden.

### „Ratsfeld“ und „Rahtfelda“

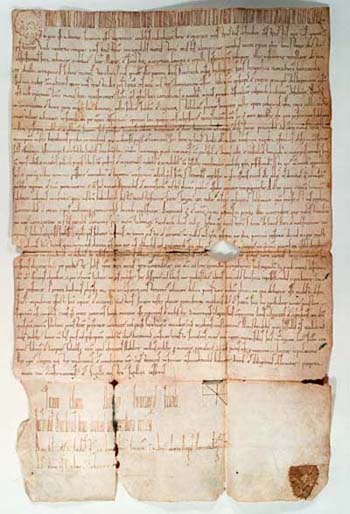
Urkunde von 1005

Östlich des Goldbergwegs befand sich "Am Rater Weg", "Im Rat", unter den drei Bäumen: "Schneckenbaum, Schurkenbaum, Schrintelbaum, eine Versammlungs- und Beratungsstätte. Sie hat dem heutigen Rotfelden auch den Namen gegeben.  Urkundlich erstmals erwähnt wurde ein Ort namens „Rahtfelda“ am 1. Oktober 1005, als König Heinrich  II. das von Herzog Burkhard und seiner Gemahlin Hadwig gestiftete Kloster auf dem Hohentwiel nach Stein/Rhein verlegte und zugleich dieses Kloster dem von ihm zu errichtenden Bistum Bamberg unterstellte.
Es ist jedoch anzunehmen, dass der Ortsname  bereits im 9. oder 8. Jahrhundert n. Chr. bestand. Später wurden die Gebäude am Rater Weg aufgegeben; Spuren von Wüstungen sind am östlichen Abhang des Goldbergs noch zu erkennen. Auch weisen Flurnamen wie „Baumgarten“ auf frühere Ansiedlung hin.
Unweit der "Alten Weinstraße", die auch "Römerstraße" genannt wird, stand am sogenannten Kirch-oder Totenweg die älteste Pfarrkirche. Sie war Tauf- und Begräbniskirche für Rotfelden und Wenden. Der romanische Taufstein in der heutigen Dorfkirche könnte noch von ihr stammen. Zwischen dem Standort dieser Kirche und der Alten Weinstraße lag der "Viehmarkt", weil der Pfarrer auch für die Viehzucht verantwortlich war. Er war zur Haltung des männlichen Zuchtviehs verpflichtet. Als Gegenleistung musste ihm dafür der sogenannte Blutzehnte gegeben werden. Im liber decimationis von 1275 wird diese Kirche als ecclesia zusammen mit dem Pfarrer (pleban) erstmals erwähnt. Der 1281 als Zeuge genannte Kirchrektor Burkhard dürfte ein Angehöriger der bekannten Familie Schenner gewesen sein. Bereits 100 Jahre später  konnte Kloster Stein/Rhein nicht mehr für den Unterhalt dieser Kirche aufkommen, weshalb Papst Bonifaz IX. sie im Jahre 1399 dem Kloster inkorporierte. Aber der Niedergang dieser kirchlichen Kultstätte ließ sich nicht aufhalten. Pfarrer und Mesner verlegten um 1420 ihre Wohnsitze in das heutige Dorf. Trotzdem bestätigte Papst Paulus II. noch 1470 in einer Schutzurkunde für Kloster Stein/Rhein dessen Besitz der einverleibten Rotfelder Pfarrkirche.
Eine weitere Kirche oder Kapelle stand in dem abgegangenen Ort Oberneuhausen, am sogenannten Viehtrieb, neben dem "Weingartberg". Nach einer glaubhaften mündlichen Überlieferung haben sogar die Widemhöfe von Sulz, Gültlingen und Effringen ihr Vieh über den Schwarzenbach diesen Viehtrieb hinauf und die Alte Weinstraße entlang auf den Viehmarkt getrieben.
Etwa zeitgleich mit der alten Pfarrkirche und ihres Widemhofes ging auch die Rotfelder Mühle am Schwarzenbach ab. Sie hieß "Ödenmühle". An sie erinnert noch die "Mühlsteige" auf Effringer Gemarkung. Vor 1466/1480 gehörte sie mit zugehörigem Zehnten den Böcklin vom Eutingertal und den Schütz von Horb. Über 250 Jahre lang hatte dann Rotfelden keine eigene Mühle und musste das Getreide bis 1764 in der Unteren Mühle in Ebhausen mahlen lassen.

### Entstehung der Ortschaft
Der um 1090 als Zeuge für Kloster Hirsau erwähnte "Erlewinus de Ratfelden" ist mit dem "vir nobilis Erlewinus de Bernech" nah verwandt oder gar identisch. Möglicherweise geht die Anlage eines sechs Morgen großen Fischweihers am Katzenbach und die Errichtung einer Burg am "Burggraben" auf ihn zurück. Während die Burg schon um 1300 abging, wurde der Fischweiher, dessen Spuren noch im Gelände zu erkennen sind, erst 1609 durch ein Hochwasser zerstört. Im Unterschied zu Erlewin lassen sich die 1288 und 1294 genannten Reinhard, Wetzel und Heilwig von Rotfelden dem Niederadel unter den Grafen von Hohenberg zuordnen.
Um 1250 übergibt der Kleriker Heinrich von Mühlen, ein Verwandter des 1294 erwähnten "Heinrich dictus Zebanach", dem Kloster Reichenbach im Murgtal, Abgaben aus einem "predium" in Rotfelden. Dieses "predium" lässt sich innerhalb des heutigen Ortsetters im Oberdorf lokalisieren. Weitere namentlich genannte Güter folgen 1353, darunter auch "Der Lewin Gut". An diesen Hof, der 1559 abbrannte, war der Vorgängerbau der heutigen St. Georgskirche als Kapelle angebaut. Teile der Nordmauer und des Turms der heutigen Kirche stammen wohl von dieser Kapelle. Ihr St. Jergen Patrozinium wird 1423 erstmals erwähnt. Unter den Markgrafen von Baden wurde sie zur Pfarrkirche erhoben, nachdem die alte Pfarrkirche mit dem Widemhof abgegangen war.
In Rotfelden gab es zwei unabhängig voneinander bestehende Widemhöfe und zwei Freihöfe, weil die heutige Gemarkung vor 1458 durch eine Zehnt- und Wildbanngrenze geteilt war.
Während sich die heutige Ortslage zu einem gewissen Zentrum ausbildete, verfielen entfernter gelegene Anwesen und Siedlungen, wie Neuhausen und Nidling (Neidlingen) und wurden aufgegeben
Die alten Gutshöfe im heutigen Ortsetter lagen inmitten von Gärten, die von zahlreichen Fußwegen, Winkel genannt, durchzogen waren. Die bauliche Verdichtung und Aufreihung der Gebäude entlang der Dorfstraßen erfolgte erst seit dem 15./16. Jahrhundert.

### Mittelalter und Reformationszeit
Rotfelden unterstand den Grafen von Hohenberg. Nachdem deren Einfluss immer geringer geworden war und schließlich Burkhard V. in Geldnöte geraten war, wurde Rotfelden im Jahr 1353 verpfändet. Rudolf von Hohenberg verkaufte im Jahr 1398 Rotfelden zusammen mit anderen Ortschaften an den Markgrafen von Baden.
Markgraf Karl II. führte in Baden die Reformation ein. Um 1522 beendete der letzte katholische Pfarrer in Rotfelden, Theodor Mayer, seine Tätigkeit. Elias Fuchs, der erste protestantische Pfarrer, wirkte von 1556 bis 1561 in Rotfelden. 1543 kaufte der württembergische Herzog Ulrich die Pfarrpfründe von Rotfelden mit Kollatur und Liegenschaften. Die Kirche und der Kirchensatz blieben badisch, so dass nun Rotfelden eine badische Kirche und einen württembergischen Pfarrer hatte. Erst 1603 ging auch das Amt Altensteig durch Tausch in württembergischen Besitz über.
Am 19. Juli 1559 zerstörte eine Feuersbrunst einen großen Teil des Ortes. 1626 wurde die heute noch bestehende Georgskirche während des Dreißigjährigen Krieges gebaut. Die Georgskirche ist ein dreiseitig geschlossener Saalbau mit Spitzbogenfenstern. Der Kirchturm wurde auf den Resten eines alten Vorgängerturms errichtet.

### Entwicklung ab dem 17. Jahrhundert
Der Dreißigjährige Krieg und eine Pestepidemie im Jahr 1635 forderten zahlreiche Todesopfer. In Rotfelden starben 186 Menschen, darunter auch der damalige Pfarrer Johannes Zeller. Die Zahl der Bevölkerung ging damit etwa auf die Hälfte zurück.
Das Steuerkatasterbuch des Amtes Altensteig erwähnte im Jahr 1737 58 Gebäude in Rotfelden. 23 davon waren reine Wohnhäuser, 19 Kombinationen aus Wohnhaus und Scheune. Es gab ein Schul-, ein Wasch- und ein Armenhaus. Für Rotfelden sind durch dieses Dokument auch acht Zeugmacher, drei Weber, drei Bäcker, ein Zimmermann, ein Schmied, ein Wagner und ein Schneider belegt.
1758 wurde die erste Ziegelhütte in Rotfelden eingerichtet.
1783 wurde das neue Pfarrhaus erbaut. Die Pfarrscheuer dieses Hauses dient heute als Gemeindehaus.
1812 wurde eine Verwaltungsreform im Königreich Württemberg durchgeführt. Das bisherige Amt Altensteig wurde aufgelöst. Rotfelden gehörte nun dem Oberamt Nagold an. 1823 wurde das Armenhaus durch ein neu erbautes „Bettelhaus“ ersetzt. Dieses Bauwerk blieb erhalten und wurde 1997 mit dem Denkmalschutzpreis des Schwäbischen Heimatbundes ausgezeichnet.

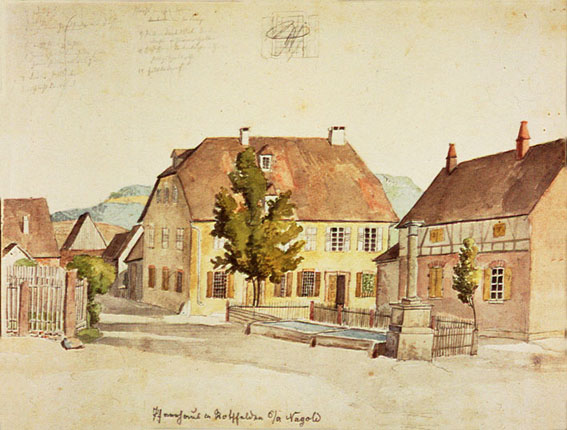
Julius Steinkopfs Aquarell von 1834

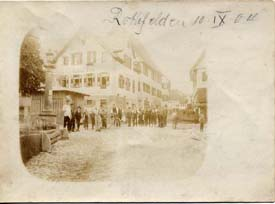
Auf dieser Ansichtskarte aus der Zeit um 1900 ist die damals einzige Laterne des Ortes zu sehen. Sie war auf dem Brunnen befestigt.

Die erste Darstellung von Rotfelden schuf Julius Steinkopf im Jahr 1834. Das Aquarell befindet sich heute in der Staatsgalerie Stuttgart.
Während des Ersten Weltkrieges wurden alle Kirchenglocken außer der alten Marienglocke eingeschmolzen. Mindestens 30 Männer aus Rotfelden fielen im Ersten Weltkrieg oder galten als vermisst.
Am 10. Dezember 1951 wurde der damals noch selbstständigen Gemeinde Rotfelden ein Wappen, nach einem Entwurf von Gottlieb Ungericht (1902–1993), verliehen. Er stammte aus Rotfelden und war von 1947 bis 1968 Lehrer in seiner Heimatgemeinde. Das Wappen besteht aus einem goldenen Schild mit rotem Schrägbalken, der an die Zugehörigkeit zur Markgrafschaft Baden erinnert. An die Zugehörigkeit zu Württemberg erinnert die Hirschstange, das Rad an die mittelalterliche Form des Ortsnamens.
1962 wurde das neue Rathaus erbaut, in dem auch der evangelische Kindergarten untergebracht ist. 1967 folgte ein Neubau für die Grundschule. Das alte Rathaus und die alte Schule dienen heute als Wohnhäuser.
Am 1. Januar 1975 wurde Rotfelden nach Ebhausen eingemeindet.
2002 wurde der Kamelhof Rotfelden eröffnet, der 2013 durch ein Feuer teilweise zerstört wurde. 2017 wurde auf dem Grundstück des Kamelhofes ein Freizeitpark eröffnet.
2005 wurde das tausendste Jubiläum des Ortes gefeiert. Zu diesem Anlass erschien ein Heimatbuch.